# Frédérique Fleury
Pour les articles homonymes, voir Fleury.
Frédérique Fleury, née en 1957 à Grenoble, est une peintre française.

## Biographie
Frédérique Fleury, née en 1957 à Grenoble, étudie aux Écoles des Beaux-Arts d'Aix-en-Provence et de Lyon. Elle participe à un certain nombre d'expositions collectives depuis 1981, notamment : Exposition de Noël, au Nouveau Musée de Villeurbanne et à Lyon. En 1981 elle participe à l'exposition collective au Centre d'art plastique à Villefranche-sur-Saône et en 1982 à celle d'Art vivant à Almada. Frédérique Fleury vit et travaille à Lyon.